# Mille Miglia 1932
La Mille Miglia 1932 è stata una corsa automobilistica di velocità su strada. 
Disputata tra il 9 e il 10 aprile 1932 su un percorso stradale da Brescia a Roma e ritorno venne vinta da Mario Umberto Baconin Borzacchini e Amedeo Bignami che coprirono l'intera distanza di 1639,7 km su un'Alfa Romeo 8C 2300 Spider Touring ufficiale in 14 ore 55 minuti 19 secondi alla velocità media di 109,884 chilometri orari.

## Categorie
Le vetture erano suddivise in classi in base alla cilindrata e inoltre vi era una classifica speciale per le vetture chiuse (guida interna) e per le vetture utilitarie. Si iscrissero e presero il via da Brescia 88 concorrenti e solo 42 di loro completarono il percorso.
| Sigla | Categoria               |
| ----- | ----------------------- |
| S 1.1 | Sport entro 1100 cm3    |
| S 1.5 | Sport entro 1500 cm3    |
| S+1.5 | Sport oltre 1500 cm3    |
| VU    | Vetture utilitarie      |
| VGI   | Vetture a guida interna |

## Percorso
Il percorso rimase sostanzialmente quello dell'anno precedente salvo per qualche variazione di modesta entità.
Brescia — Cremona — San Giovanni in Croce — Casalmaggiore — Parma — Reggio Emilia — Modena — Bologna — Passo della Raticosa — Passo della Futa — Firenze — San Casciano in Val di Pesa — Poggibonsi — Siena — San Quirico d'Orcia — Radicofani — Bolsena — Viterbo — Monterosi — Madonna di Bracciano — Roma — Civita Castellana — Narni — Terni — Valico della Somma — Spoleto — Foligno — Perugia — Gubbio — Fossato di Vico — Fabriano — Castelraimondo — Tolentino — Macerata — Villa Potenza — Porto Recanati — Ancona — Senigallia — Fano — Pesaro — Rimini — Cesena — Forlì — Faenza — Imola — Bologna — Ferrara — Rovigo — Monselice — Padova — Noale — Treviso — Cornuda — Feltre — Primolano — Bassano — Marostica — Vicenza — Lonigo — Verona — Peschiera del Garda — Desenzano del Garda — Brescia.
Così modificato il tracciato raggiunse una distanza complessiva di 1639,700 km; 4,200 in più rispetto all'anno precedente.

## Gara

### Resoconto

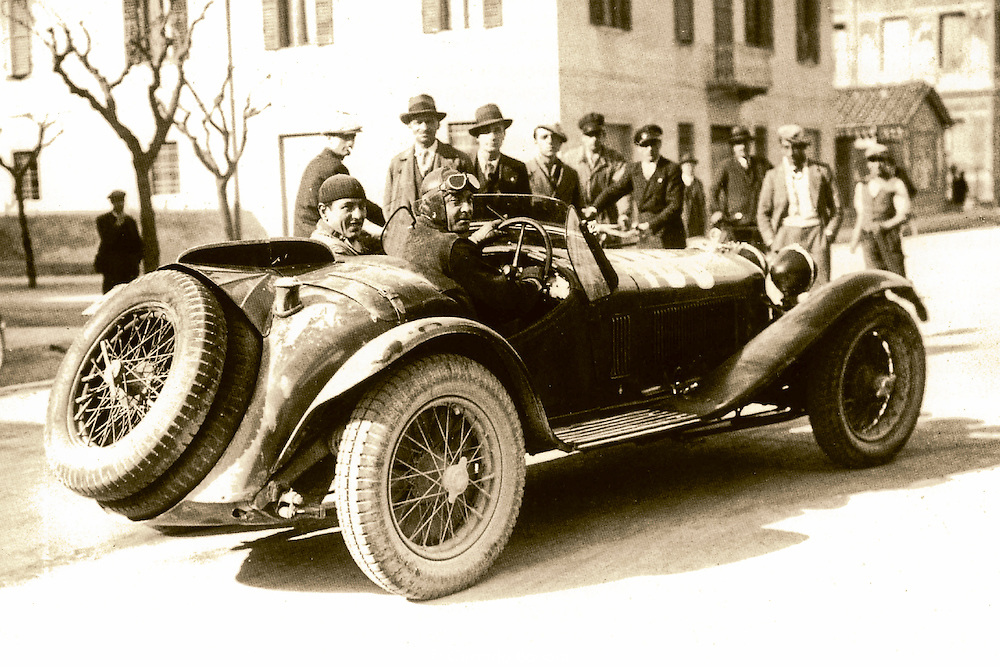
Mario Umberto "Baconin" Borzacchini, al volante, e Amedeo Bignami alla guida dell'Alfa Romeo 8C 2300 Corto Spider Touring #106 alla partenza della vittoriosa Mille Miglia 1932

Per tornare alla vittoria dopo la sconfitta subita nel 1931 dalla Mercedes-Benz SSKL di Rudolf Caracciola l'Alfa Romeo decise di potenziare le 8C e le 6C ed affidarle a una serie di equipaggi di primo livello. La squadra ufficiale della casa milanese scese in campo con delle rinnovate Alfa Romeo 8C 2300 Spider Touring per il campione in carica Rudolf Caracciola e Pietro Bonini, per il ternano Mario Umberto Baconin Borzacchini con Amedeo Bignami e per i già vincitori Tazio Nuvolari col fido Giovanni Battista Guidotti e Giuseppe Campari e Carlo Sozzi. Per vincere anche tra le vetture a guida interna, cioè chiuse, l'Alfa Romeo preparò pure una coppia di 6C 1750 Gran Turismo Compressore con carrozzeria berlinetta aerodinamica realizzate in Weymann dalla carrozzeria Touring affidate a Ferdinando Minoia - Gaetano Balestrieri e Franco Cortese - Attilio Marinoni.
Su delle Alfa Romeo 8C 2300 corto ma con carrozzerie spider realizzate da Zagato correvano per la Scuderia Ferrari altri equipaggi molto validi composti da Pietro Ghersi e Giulio Ramponi, Carlo Felice Trossi e Antonio Brivio, Mario Tadini e Piero Bucci, Eugenio Siena e Piero Taruffi, Giulio Zaccarini e Mario Bruno e pure Gustavo Carraroli e Mario Ghersi. Inoltre la scuderia modenese schierava nella classe inferiore anche le Alfa Romeo 6C 1750 e 1500 GS Testa Fissa Spider Zagato per le veloci coppie Luigi Scarfiotti - Guido d'Ippolito, A. Bottoni - Gianfranco Comotti, i fratelli Augusto e Alberto Caniato e Maria Antonietta Avanzo in coppia con Francesco Severi.

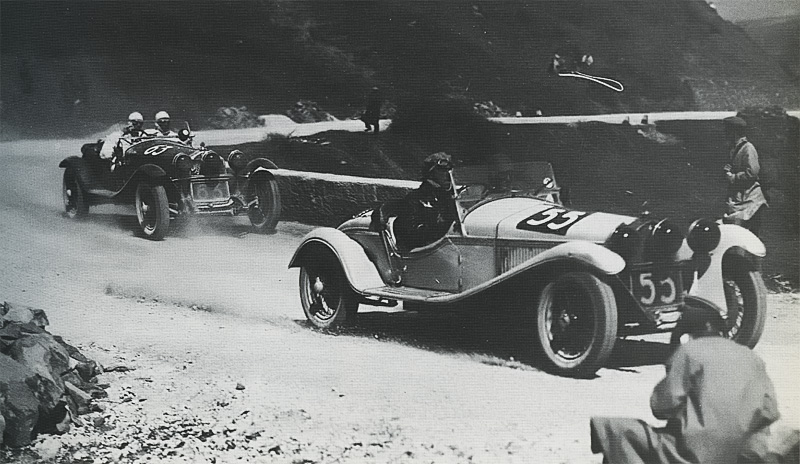
Le Alfa Romeo 6C 1500 SS di Giulay - Venturi (#63, più indietro) mentre supera quella di Alfieri - Cella (#55) sul Passo della Raticosa

Tra le altre 36 Alfa Romeo vi erano anche Giovanni Lurani - Carlo Canavesi, su una 6C 1500 SS Testa Fissa Campari & Sorniotti, l'ungherese Stefan Gyulai con L. Venturi, su una 6C 1500 SS Testa Fissa Spider Zagato e G. A. Alfieri - G. Cella sulla loro 6C 1500 SS Spider Carrozzeria Sport.

Nella massima classe si presentarono anche Achille Varzi e Carlo Castelbarco su una Bugatti Type 55, gli inglesi Brian Lewis e Ted Bernard su una Talbot AV105, i tedeschi Albert Broschek e Wilhelm Sebastian sulla Mercedes-Benz SSKL vincitrice l'anno precedente e la coppia Strazza - Gismondi su una Lancia Lambda accorciata e dotata del motore 8 cilindri di una Dilambda.

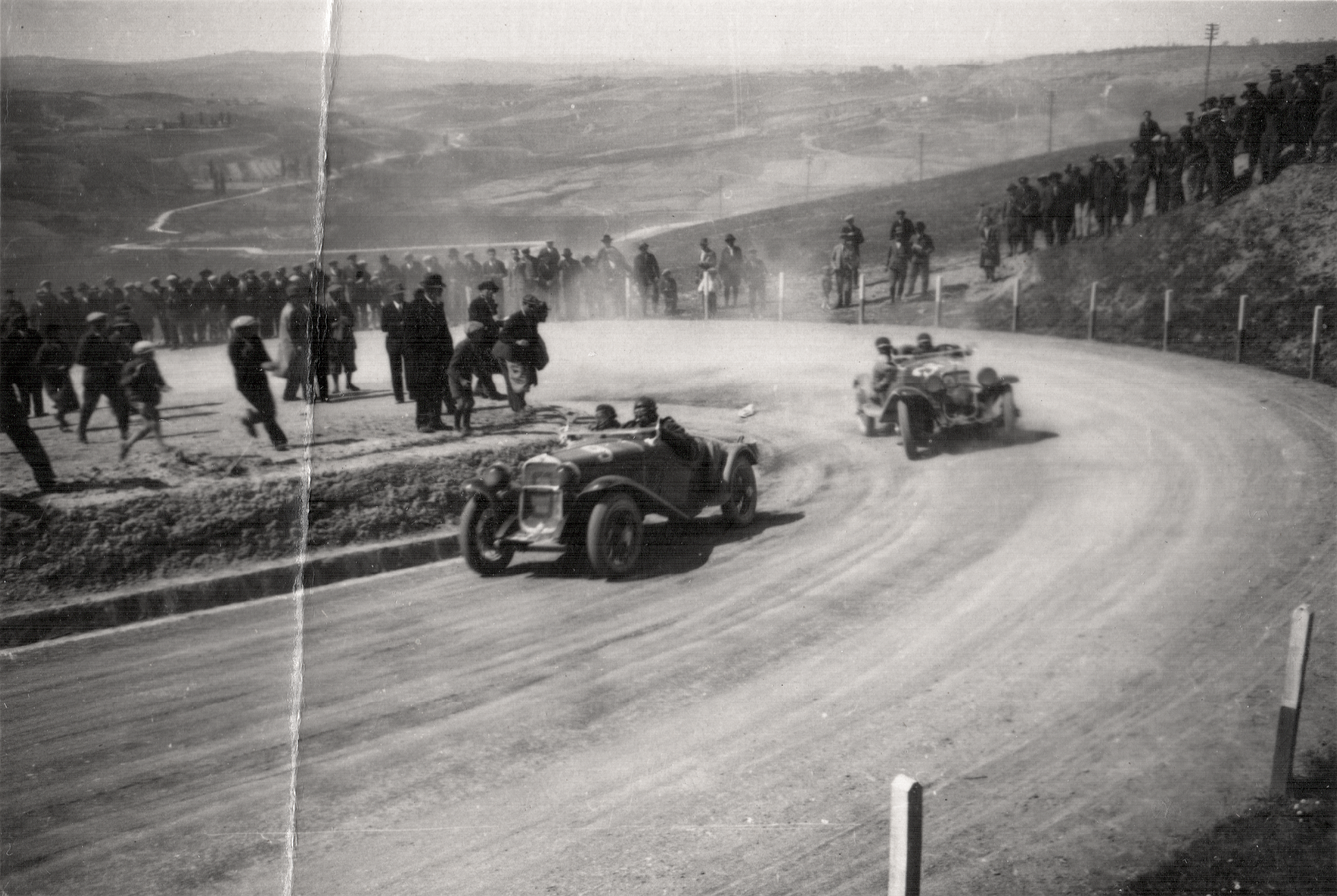
Tra Montalcino e Radicofani si inseguono la Fiat 514 MM di "Frate Ignoto" (alias Arturo Mercanti, ideatore dell'Autodromo di Monza), e la Fiat 514 CA Spider del fratelli Bettinazzi

Tra le vetture fino a 1.1 litri di cilindrata venne iscritta una Maserati 4CTR 1100 per Giuseppe Tuffanelli e Guerino Bertocchi; una MG Midget con compressore volumetrico degli inglesi Clifford -Selby e da diversi esemplari di Fiat 509S preparate. Tra le vetture utilitarie invece furono iscritte molte Fiat 514 MM e Bianchi S5 torpedo a seguito di un cambio di regolamento. Per essere considerata tale una vettura utilitaria doveva far parte di una lista chiusa per evitare, come l'anno precedente, che fossero iscritte vetture troppo spinte.
Il livello dei partecipanti infatti si era innalzato notevolmente negli anni e le scuderie si erano adeguate di conseguenza, in particolare i posti di rifornimento erano diventati molto più professionali. Dopo aver calcolato la distanza ottimale venivano organizzati in luoghi strategici, magari dove il percorso imponeva già un rallentamento, e diretti in maniera sempre più attenta per far sì che i piloti si rifocillassero e le vetture ricevessero il carburante e l'assistenza necessaria il più rapidamente possibile.
La gara prese il via da Brescia sotto un cielo sereno alle 8 del mattino, diversamente dagli anni scorsi in cui la partenza avveniva dopo pranzo e già a Bologna la gara si dimostrò da record con l'Alfa Romeo di Nuvolari, in testa, la Bugatti di Varzi e l'Alfa Romeo di Caracciola racchiuse in 5 secondi, seguite a breve dalla coppia Siena - Taruffi.

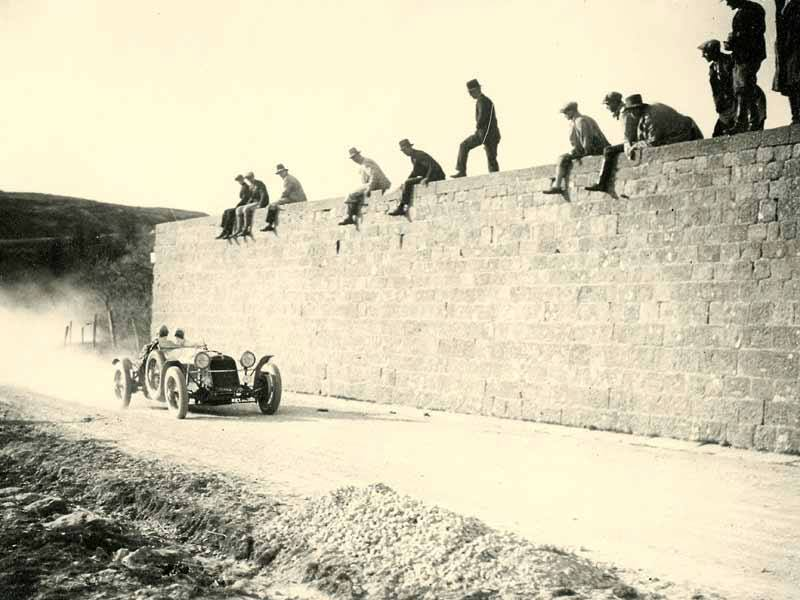
La Maserati 4 CTR 1100 di Giuseppe Tuffanelli e Guerino Bertocchi transita davanti al Muraglione della Futa sulla strada per vincere la loro classe

Scalando i passi appenninici Varzi danneggiò il serbatoio della sua Bugatti e a Firenze fu costretto al ritiro; dove uscirono di scena anche Pietro Ghersi, per un incidente, e Tazio Nuvolari che, distraendosi a guardare l'auto semidistrutta di Ghersi, uscì di strada e abbandonò la gara. Nel capoluogo toscano la classifica vede primi Caracciola - Bonini seguiti da Campari - Sozzi e Siena - Taruffi, tutti su Alfa Romeo 8C 2300.
Al giro di boa di Roma conduceva sempre l'Alfa Romeo di Caracciola seguito da Siena, Campari, Borzacchini, Trossi, Brivio e dal tedesco Broschek sulla Mercedes-Benz ma durante la risalita verso Brescia Caracciola veniva rallentato da guasti prima ai freni e poi al cambio che lo costringeranno infine al ritiro, a Perugia infatti è primo Campari seguito da Caracciola, Borzacchini, Trossi e Scarfiotti su una 6C 1750.
Ad Ancona conduceva ancora Campari seguito da Borzacchini, Siena e Trossi, ma proprio lì Campari si ritirò a seguito di un incidente causato da Sozzi, che tenendo il volante per un attimo dopo il controllo orario mentre Campari si sistemava gli occhiali, lasciò che l'auto si schiantasse contro un muro.
A quel punto Borzacchini raggiunse il primo posto dopo la rimonta cominciata sulle strade "di casa", tra Narni e Terni; a Bologna era sempre primo e sulle strade del Veneto, dove Caracciola si ritirava, consolidò la sua vittoria stabilendo una nuova media oraria record a 109,884 chilometri orari.
Dopo 1639,7 km di gara l'Alfa Romeo 8C 2300 Spider Touring ufficiale di Mario Umberto Baconin Borzacchini e Amedeo Bignami tagliò il traguardo a Brescia alle 2.22 del mattino dopo 14 ore 55 minuti 19 secondi seguito da due Alfa Romeo della Scuderia Ferrari, la 8C 2300 Spider Zagato di Carlo Felice Trossi e Antonio Brivio e la 6C 1750 GS Testa Fissa Spider Zagato di Luigi Scarfiotti e Guido d'Ippolito.

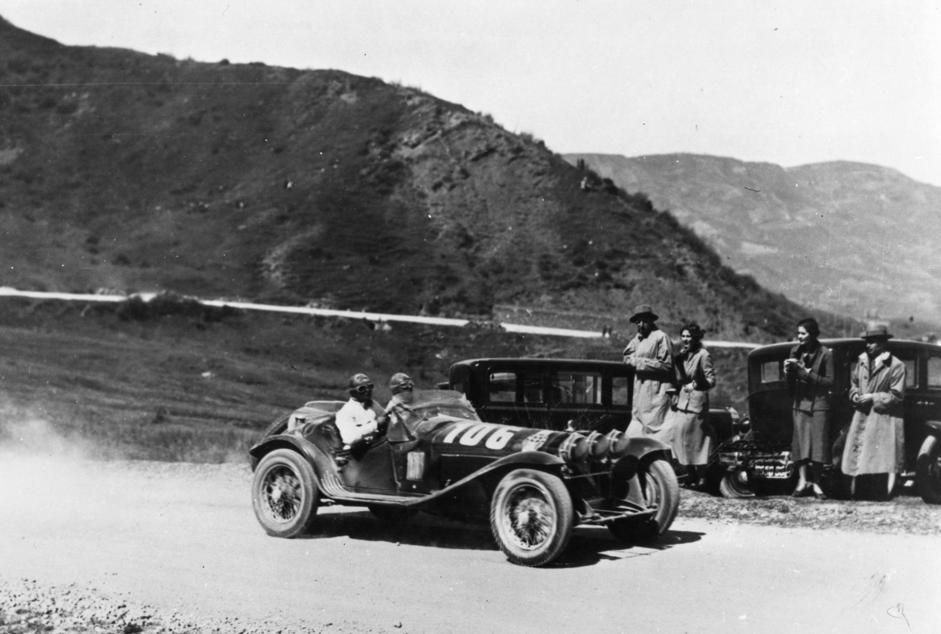
L'Alfa Romeo 8C 2300 spider Touring di Borzacchini - Bignami al Passo della Raticosa

Dopo la straordinaria vittoria dichiareràː
(Mario Umberto Baconin Borzacchini)
Al 4º posto assoluto, e prima fra le vetture a guida interna, si piazzò l'Alfa Romeo 6C 1750 GTC Berlinetta Touring di Ferdinando Minoia e Gaetano Balestrieri, e al 5° l'Alfa Romeo 8C 2300 Spider Zagato della Scuderia Ferrari di Carraroli - Ghersi. Primi della categoria fino a 1,5 litri e 6° assoluti arrivarono Giulay - Venturi su un'Alfa Romeo 6C 1500 SS Testa Fissa Spider Zagato dopo aver superato sulle strade venete la coppia Lurani - Canavesi su un'Alfa Romeo 6C 1500 SS Testa Fissa Spider Campari & Sorniotti, giunti 9° assoluti e secondi di classe. Completavano le prime dieci posizioni altre due Alfa Romeo, la 8C 2300 di Santelli - Berti al 7º posto e la 6C 1750 GS Spider Zagato di Gazzabini - Zai al 10°, e la Lancia Lambda spider speciale di Strazza -Gismondi all'8º posto assoluto.
Giunta al 20º posto assoluto vinse la propria classe la Maserati 4CTR 1100 di Giuseppe Tuffanelli e Guerino Bertocchi davanti a molte Fiat 509S mentre tra le vetture utilitarie la più veloce fu la Fiat 514 MM di Giuseppe Gilera, fondatore dell'omonima casa motociclistica, e Sartori, che raggiungendo il 26º posto assoluto riuscirono a battere molte altre vetture simili.

### Risultati
| Pos. | N°  | Equipaggio                                      | Vettura                                               | Scuderia         | Tempo/Ritiro | Categoria |
| ---- | --- | ----------------------------------------------- | ----------------------------------------------------- | ---------------- | ------------ | --------- |
| 1    | 106 | Baconin Borzacchini Amedeo Bignami              | Alfa Romeo 8C 2300 Corto Spider Touring               | Alfa Romeo       | 14h55'19"400 | S +1.5    |
| 2    | 83  | Carlo Felice Trossi Antonio Brivio              | Alfa Romeo 8C 2300 Corto Spider Zagato                | Scuderia Ferrari | 15h10'59"000 | S +1.5    |
| 3    | 89  | Luigi Scarfiotti Guido d'Ippolito               | Alfa Romeo 6C 1750 GS Testa Fissa Spider Zagato       | Scuderia Ferrari | 15h44'41"600 | S +1.5    |
| 4    | 46  | Ferdinando Minoia Gaetano Balestrieri           | Alfa Romeo 6C 1750 GTC Berlinetta Touring             |                  | 16h54'37"400 | VGI       |
| 5    | 96  | Guglielmo Carraroli Mario Ghersi                | Alfa Romeo 8C 2300 Monza Stradale                     | Scuderia Ferrari | 17h04'03"800 | S +1.5    |
| 6    | 63  | Stefan Gyulai L. Venturi                        | Alfa Romeo 6C 1500 SS Testa Fissa Spider Zagato       |                  | 17h09'14"400 | S 1.5     |
| 7    | 92  | Giovanni Battista Santinelli Umberto Berti      | Alfa Romeo 8C 2300 Corto Spider Zagato                |                  | 17h10'55"200 | S +1.5    |
| 8    | 88  | Ermenegildo Strazza « Gismondi »                | Lancia Lambda spider speciale                         |                  | 17h14'22"600 | S +1.5    |
| 9    | 52  | Giovanni Lurani Carlo Canavesi                  | Alfa Romeo 6C 1500 SS Testa Fissa Campari & Sorniotti |                  | 17h22'54"400 | S 1.5     |
| 10   | 110 | Carlo Gazzabini « Zai »                         | Alfa Romeo 6C 1750 GS Spider Zagato                   |                  | 17h26'21"800 | S +1.5    |
| 11   | 111 | A. Bottoni Gianfranco Comotti                   | Alfa Romeo 6C 1750 GS Spider Zagato                   | Scuderia Ferrari | 17h29'18"600 | S +1.5    |
| 12   | 108 | V. Cobianchi G. Cobianchi                       | Alfa Romeo 6C 1750 GS Spider Zagato                   |                  | 17h44'14"000 | S +1.5    |
| 13   | 87  | Carlo Cazzaniga Archimede Rosa                  | Bugatti Type 43                                       |                  | 17h47'12"000 | S +1.5    |
| 14   | 58  | F. Gatti R. Biagioni                            | Alfa Romeo 6C 1500 SS                                 |                  | 17h51'38"600 | S 1.5     |
| 15   | 103 | Giovanni Battaglia Ferruccio Bianchi            | Alfa Romeo 6C 1750 GS                                 |                  | 18h00'45"000 | S +1.5    |
| 16   | 95  | Roberto Foligno G. Binda                        | Alfa Romeo 6C 1750 GS                                 |                  | 18h01'45"400 | S +1.5    |
| 17   | 99  | « Restelli » G. Pieri                           | Alfa Romeo 6C 1750                                    |                  | 18h04'06"600 | S +1.5    |
| 18   | 81  | O. Peverelli C. Dell'Orto                       | Alfa Romeo 6C 1750 GS Spider Zagato                   |                  | 18h04'16"800 | S +1.5    |
| 19   | 84  | F. Trevisan G. Ronchi                           | Alfa Romeo 6C 1750 GS                                 |                  | 18h19'51"400 | S +1.5    |
| 20   | 32  | Giuseppe Tuffanelli Guerino Bertocchi           | Maserati 4CTR 1100                                    |                  | 18h35'02"200 | S 1.1     |
| 21   | 73  | « Bassi » E. Oneto                              | Lancia Artena                                         |                  | 18h36'02"000 | S +1.5    |
| 22   | 79  | Emilio Romano Roberto Serboli                   | Bugatti Type 35                                       |                  | 19h05'09"000 | S +1.5    |
| 23   | 57  | L. Catalani A. Polini                           | Alfa Romeo 6C 1500 SS                                 |                  | 19h06'59"600 | S 1.5     |
| 24   | 80  | M. Bruno A. Rabbi                               | Alfa Romeo 6C 1750                                    |                  | 19h24'05"400 | S +1.5    |
| 25   | 97  | Brian Lewis Ted Barnard                         | Talbot AV105                                          | Fox & Nicholl    | 19h35'34"000 | S +1.5    |
| 26   | 3   | Giuseppe Gilera P. Sartori                      | Fiat 514 MM                                           |                  | 19h53'25"400 | VU        |
| 27   | 74  | C. Carini B. Scesa                              | Lancia Dilambda                                       |                  | 19h53'40"000 | S +1.5    |
| 28   | 6   | F. Wührer G. Ricci                              | Fiat 514 MM                                           |                  | 20h06'54"000 | VU        |
| 29   | 59  | Alfredo Caniato Augusto Caniato                 | Alfa Romeo 6C 1500 SS Testa Fissa Spider Zagato       | Scuderia Ferrari | 20h21'28"400 | S 1.5     |
| 30   | 19  | G. Di Vecchio F. Fioretti                       | Fiat 514                                              |                  | 20h54'06"400 | VU        |
| 31   | 11  | Sebastiano Manzoni A. Lamperti                  | Fiat 514                                              |                  | 21h02'40"000 | VU        |
| 32   | 55  | G. A. Alfieri G. Cella                          | Alfa Romeo 6C 1500 SS Spider Carr. Sport              |                  | 21h24'32"000 | S 1.5     |
| 33   | 22  | R. Monaco « Cervi »                             | Fiat 514                                              |                  | 21h25'50"000 | VU        |
| 34   | 21  | L. Olimpico « Calderato »                       | Bianchi S5 Torpedo                                    |                  | 21h27'14"000 | VU        |
| 35   | 25  | A. Bettinazzi « Bettinazzi »                    | Fiat 514 CA spider                                    |                  | 22h07'35"200 | VU        |
| 36   | 14  | « Mazza » G. A. Berretta                        | Fiat 514                                              |                  | 22h13'54"000 | VU        |
| 37   | 9   | « Frate Ignoto » M. Francani                    | Fiat 514 MM                                           |                  | 22h16'54"400 | VU        |
| 38   | 16  | M. Basagni S. Petruccioli                       | Fiat 514                                              |                  | 23h46'19"000 | VU        |
| 39   | 36  | C. Losa « Rangoni »                             | Fiat 509S                                             |                  | 25h12'00"000 | S 1.1     |
| 40   | 35  | S. Tibida F. Porticelli                         | Fiat 509S                                             |                  | 25h19'30"000 | S 1.1     |
| 41   | 2   | P. Lamperti « Peroni »                          | Fiat 514 MM                                           |                  | 27h14'00"000 | VU        |
| 42   | 5   | C. Gerri G. Pallavicini                         | Fiat 514                                              |                  | 27h37'30"000 | VU        |
| Rit. | 4   | « Bortolon » D. Romaro                          | Bianchi S5 torpedo                                    |                  |              | VU        |
| Rit. | 8   | G. Rognoni A. Scalmana                          | Fiat 514                                              |                  |              | VU        |
| Rit. | 10  | Renzo Ceschina C. Arnaboldi                     | Bianchi S5 torpedo                                    |                  |              | VU        |
| Rit. | 12  | G. Della Mura A. Bertazzolo                     | Bianchi S5 torpedo                                    |                  |              | VU        |
| Rit. | 15  | Francesco Apruzzi M. Zaccaria                   | Fiat 514                                              |                  |              | VU        |
| Rit. | 17  | L. Cagna A. Scandolara                          | Fiat 514                                              |                  |              | VU        |
| Rit. | 20  | M. Marinelli L. Pini                            | Bianchi S5 Torpedo                                    |                  |              | VU        |
| Rit. | 24  | Franco Spotorno G. Stazi                        | Fiat 514 CA spider                                    |                  |              | VU        |
| Rit. | 26  | G. Ramella L. Porrino                           | Fiat 514                                              |                  |              | VU        |
| Rit. | 27  | O. Lufrani F. Sorcinelli                        | Bianchi Tipo S5 spider                                |                  |              | VU        |
| Rit. | 28  | S. Carnevalli G. P. Ermolli                     | Fiat 514                                              |                  |              | VU        |
| Rit. | 29  | E. Biagioni L. Fontana                          | Fiat 514                                              |                  |              | VU        |
| Rit. | 30  | B. Ghiringhelli M. Grassi                       | Fiat 509S                                             |                  |              | S 1.1     |
| Rit. | 33  | R. Rossi G. Gamborucci                          | Fiat 509S                                             |                  |              | S 1.1     |
| Rit. | 34  | A. Manganelli A. Marchesini                     | Fiat 509S                                             |                  |              | S 1.1     |
| Rit. | 37  | « Clifford » « Selby »                          | MG Midget compressore                                 |                  |              | S 1.1     |
| Rit. | 41  | M. Vergottini E. Miozzi                         | Fiat 509S                                             |                  |              | S 1.1     |
| Rit. | 42  | P. Donati E. Cioni                              | Fiat 509S                                             |                  |              | S 1.1     |
| Rit. | 43  | S. Palli C. Sivier                              | Fiat                                                  |                  |              | VGI       |
| Rit. | 47  | Attilio Marinoni Franco Cortese                 | Alfa Romeo 6C 1750 GTC Berlinetta Touring             |                  |              | VGI       |
| Rit. | 51  | G. Tabozzi L. Felin                             | Alfa Romeo 6C 1750 GT Cabriolet Castagna              |                  |              | VGI       |
| Rit. | 56  | A. Romoli A. Garbini                            | Fiat                                                  |                  |              | S 1.5     |
| Rit. | 61  | C. Cussini A. Sandrolini                        | Maserati Tipo 26 1500                                 |                  |              | S 1.5     |
| Rit. | 64  | Secondo Corsi G. Barsotti                       | Maserati Tipo 26 1500                                 |                  |              | S 1.5     |
| Rit. | 67  | C. Adorno E. Falcioni                           | OM 665 "Superba"                                      |                  |              | S +1.5    |
| Rit. | 71  | « Conz » E. Crivellari                          | OM 665 "Superba"                                      |                  |              | S +1.5    |
| Rit. | 72  | C. Gentili Giuseppe Morandi                     | OM 665 "Superba"                                      |                  |              | S +1.5    |
| Rit. | 75  | « Coda » O. Caligaris                           | Lancia Lambda                                         |                  |              | S +1.5    |
| Rit. | 78  | L. Giannini C. Poilucci                         | Alfa Romeo 6C 1750                                    |                  |              | S +1.5    |
| Rit. | 82  | Pietro Ghersi Giulio Ramponi                    | Alfa Romeo 8C 2300 Spider Zagato                      | Scuderia Ferrari | Incidente    | S +1.5    |
| Rit. | 85  | Eugenio Siena Piero Taruffi                     | Alfa Romeo 8C 2300 Spider Zagato                      | Scuderia Ferrari |              | S +1.5    |
| Rit. | 86  | Lelio Pellegrini Quarantotti Francesco Matrullo | Itala Tipo 75V spider                                 |                  |              | S +1.5    |
| Rit. | 90  | Albert Broschek Wilhelm Sebastian               | Mercedes-Benz SSKL                                    |                  |              | S +1.5    |
| Rit. | 93  | Mario Tadini Piero Bucci                        | Alfa Romeo 8C 2300 Spider Zagato                      | Scuderia Ferrari |              | S +1.5    |
| Rit. | 94  | Gennaro Auricchio A. Facchetti                  | Alfa Romeo 6C 1750                                    |                  |              | S +1.5    |
| Rit. | 98  | Giuseppe Campari Carlo Sozzi                    | Alfa Romeo 8C 2300 Spider Touring                     | Alfa Romeo       | Incidente    | S +1.5    |
| Rit. | 100 | G. Zaccarini Carlo Bruno                        | Alfa Romeo 8C 2300 Spider                             | Scuderia Ferrari |              | S +1.5    |
| Rit. | 101 | Piero Dusio R. Munaron                          | Alfa Romeo 8C 2300                                    |                  |              | S +1.5    |
| Rit. | 102 | Achille Varzi Carlo Castelbarco                 | Bugatti Type 55                                       |                  |              | S +1.5    |
| Rit. | 104 | Giovanna Maria Cornaggia Medici G. Rusca        | Alfa Romeo 6C 1750 GS                                 |                  |              | S +1.5    |
| Rit. | 105 | Tazio Nuvolari Battista Guidotti                | Alfa Romeo 8C 2300 MM Spider Touring                  | Alfa Romeo       | Incidente    | S +1.5    |
| Rit. | 107 | M. Orefici G. Marino                            | Alfa Romeo 6C 1750                                    |                  |              | S +1.5    |
| Rit. | 109 | Maria Antonietta Avanzo Francesco Severi        | Alfa Romeo 6C 1750 GS Spider Touring                  | Scuderia Ferrari |              | S +1.5    |
| Rit. | 112 | G. Savi G. Vertua                               | OM 665 "Superba" SSMM                                 |                  |              | S +1.5    |
| Rit. | 115 | Rudolf Caracciola Pietro Bonini                 | Alfa Romeo 8C 2300 Spider Touring                     | Alfa Romeo       |              | S +1.5    |
| Rit. | 116 | A. Negroni Giovanni Minozzi                     | Alfa Romeo 8C 2300                                    |                  |              | S +1.5    |
| NP   | 1   | « Faccioni » F. Feruglio                        | Fiat 514                                              |                  |              | VU        |
| NP   | 97T | Vettura da allenamento                          | Talbot AV105                                          |                  |              |           |
| NP   |     |                                                 | Austin Seven                                          | Scuderia Ferrari |              | S 1.1     |